# 勒哈纳苏伦·普日布道尔吉
勒哈纳苏伦·普日布道尔吉（？—）蒙古科布多省车车格县人，蒙古国银行家。

## 生平
普日布道尔吉生于科布多省车车格县。早年在蒙古国立大学学习。此后1981年至1984年在苏联社会科学院学习，获得经济学博士学位。
1970年至1992年，在蒙古人民共和国商业部工作，其间1984年起任副部长。此后，他是蒙古国家税务局局长。此后，他到蒙古商务发展署（Mongolian Business Development Agency，MBDA）工作，这是个非营利性的非政府组织，成立于1994年。从1996年到2000年他担任该组织的主任。2000年至2004年，他担任政府的国有资产委员会（Government State Property Committee，SPC）主席，该委员会负责管理蒙古的私有化和管理国有资产。
2009年1月8日，他被任命为蒙古银行行长，接替阿拉格·巴特苏赫。蒙古国中央银行法规定，国家大呼拉尔发言人负责提名该职位候选人。发言人达木丁·登贝尔勒提名了两位候选人，一位是普日布道尔吉，另一位是前蒙古银行行长和财政部长Demchigjabyn Molomjamts，经过表决，普日布道尔吉获得19票，比另一位候选人多两票。